# Athyrma ptocha
Athyrma ptocha là một loài bướm đêm trong họ Erebidae.